# Ли Миньци
Ли Миньци (кит. упр. 李民骐, пиньинь Lǐ Mǐnqí, англ. Minqi Li) — китайский экономист, один из разработчиков мир-системного анализа и ключевая фигура среди китайских новых левых. Профессор Университета Юты, а также Массачусетского и Йоркского университетов. Переводчик книг ряда западных левых авторов (включая Эрнеста Манделя) на китайский.

## Книги
- Minqi Li. The Rise of China and the Demise of the Capitalist World Economy. Monthly Review Press. 2009